# Watenbüttel
Watenbüttel ist ein Stadtteil im Nordwesten von Braunschweig. Er gehört zum Stadtbezirk 321 – Lehndorf-Watenbüttel.

## Geschichte
Bereits in den Jahren 1170 und 1195 wird die Siedlung als „Watebutle“ („Wohnsitz von Wato“ oder „feuchter Wohnsitz“) gemeinsam mit dem Cyriakuskloster von Braunschweig in einer Urkunde erwähnt. 1318 ging die Besitzung samt Siedlung an die Familie von Bortfeld. Einzige Ausnahmen waren eine Hofstelle und die Mühle, die sie als Lehen erhielten. Der Namensbestandteil -büttel deutet auf eine Grundherrensiedlung hin, wie sie im frühen Mittelalter üblich waren. Der Ort besaß ein kleines Kirchengebäude, dessen Innenräume 1671 bei der Belagerung Braunschweigs durch die Herzöge Rudolf August und Anton Ulrich vollkommen zerstört wurden. Um das Jahr 1803 wurde die Kirche wegen Baufälligkeit eingerissen.
Bis 1974 war Watenbüttel eine eigenständige Gemeinde im ehemaligen Landkreis Braunschweig. Am 1. März 1974 wurde der Ort im Zuge der Gebietsreform zu Braunschweig eingemeindet.

## Sehenswürdigkeiten und Infrastruktur
Kirche
Um das Jahr 1804/05 entstand nach Plänen des Herzoglichen Kammerbaumeisters Heinrich Ludwig Rothermundt der Kirchenneubau (Einweihung am 1. Dezember 1805), der in klassizistischem Stil errichtet wurde. Dieser weist im Inneren eine vollständig erhaltene Altarkanzelwand auf.
Hof Schrader
Im 16. Jahrhundert war das heute unter dem Namen Hof Schrader bekannte Gebäude der Wohnsitz von Hans Jürgen „Spinnrad“, einem Erfinder und Bildhauer.
Gut Steinhof
Rund 2 km nordwestlich von Watenbüttel liegt das 1326 erstmals urkundlich erwähnte Rieselgut Steinhof, das seit 1893 der Stadtentwässerung Braunschweigs dient. Seit 1984 befindet sich hier das Braunschweiger Museum für Landtechnik.
Der Okerdüker
Nördlich von Watenbüttel unterquert die Oker in einem 80 m langen Düker den Mittellandkanal (MLK).  Bei seiner Fertigstellung im Jahre 1932 galt er als der größte Düker Europas.⊙ Dort besteht auch eine Hochwasserentlastung des Kanales zur Oker hin.
Abfallentsorgung
In Watenbüttel befindet sich die Zentrale Abfallentsorgungsstelle der Stadt Braunschweig, die von der Firma Alba betrieben wird.
Schule
Die Grundschulkinder werden von der GS Völkenrode/Watenbüttel betreut.
Verkehr
Der Bahnhof Watenbüttel lag an der inzwischen stillgelegten Bahnstrecke Celle–Braunschweig.
Über den Yachthafen Watenbüttel in der Celler Heerstraße 333 besteht bei MLK km 217,5 Nord ein Zugang zu den Bundeswasserstraßen.

## Wappen
Das Wappen zeigt ein goldenes Tretspinnrad auf blauem Grund.
Das Spinnrad steht für den in Watenbüttel lebenden Jürgen Spinnrad, der das Tretspinnrad durch seine Erfindungen verbessert hatte. Die Farben Blau-Gelb symbolisieren das Land Braunschweig zu dem die Siedlung jahrhundertelang gehörte.
Wilhelm Krieg hat das Wappen entworfen, es wurde am 9. Dezember 1968 vom Gemeinderat angenommen und am 24. März 1969 durch den Verwaltungspräsidenten von Braunschweig bestätigt.